# Томлянович, Айла
Айла Томлянович (хорв. Ajla Tomljanović; род. 7 мая 1993, Загреб) — австралийская теннисистка, до 2014 года выступавшая за Хорватию.
Победительница одного юниорского турнира Большого шлема в парном разряде (Открытый чемпионат Австралии-2009); бывшая четвёртая ракетка мира в юниорском рейтинге ITF (2009).

## Общая информация
Айла — одна из двух дочерей Ратко и Эмины Томляновичей, её сестру зовут Хана. Обе сестры играют в теннис: Хана начала играть чуть раньше, постепенно втянув в игру и младшую сестру, которая впервые взяла ракетку в руки и попробовала себя в теннисе в шесть лет. Лучший удар Айлы — бэкхенд, любимое покрытие — хард.
Летом 2014 года Томлянович начала активный процесс получения спортивного гражданства Австралии и уже на Открытом чемпионате США того сезона впервые заявилась на турнир как представительница Австралии, однако на менее статусных чемпионатах она ещё некоторое время выступала как представительница Хорватии.

## Спортивная карьера

### Начало карьеры

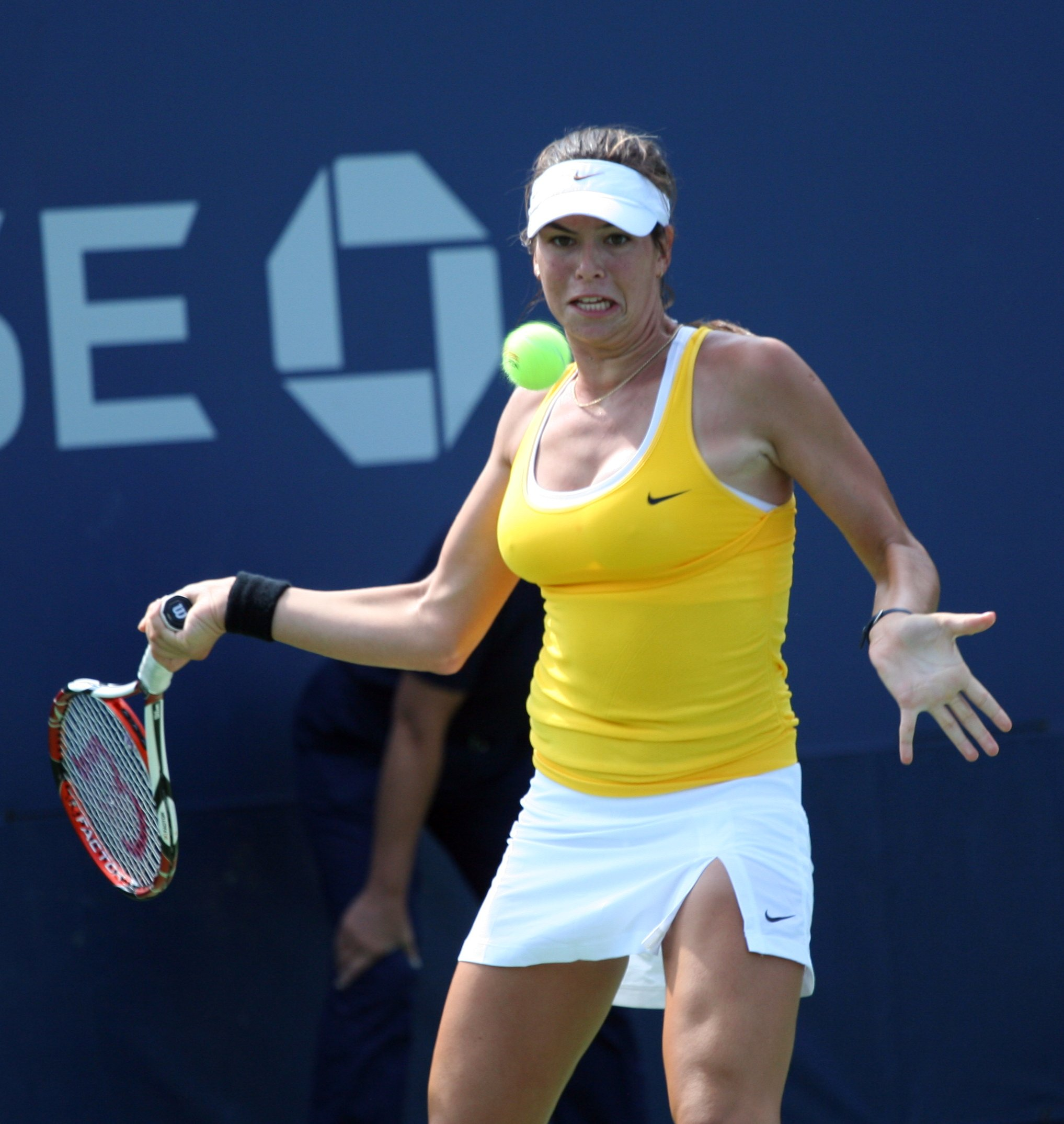
Томлянович на юниорском Открытом чемпионате США 2009 года

Главным достижением в юниорской карьере Томлянович стала победа на Открытом чемпионат Австралии 2009 года в парном разряде среди девушек, которая была завоевана совместно с американкой Кристиной Макхейл. В марте того же года 15-летняя хорватка получила специальное приглашение на престижный турнир в Индиан-Уэлсе и таким образом дебютировала в WTA Туре. В мае в дуэте с Петрой Мартич она выиграла первый титул ITF в парном разряде на 50-тысячнике в Хорватии. В январе 2010 года на 25-тысячнике ITF в США завоевывает первый одиночный трофей. В феврале 2010 года Айла дебютировала за сборную Хорватии в розыгрыше Кубка Федерации. За 2011 год Томлянович выигрывает еще два 25-тысячника ITF в одиночном и один 75-тысячник и 25-тысячник в парном разрядах. В начале 2012 года молодая хорватка была вынуждена сделать паузу в карьере в связи с заболеванием мононуклеоз и вернулась на корт в мае того же года.
В марте 2013 года Томлянович смогла пройти в четвёртый раунд Премьер-турнира в Майами, обыграв по ходу турнира Ксению Первак, Юлию Гёргес и Андрею Петкович. В апреле она побеждает на 50-тысячнике ITF. В июле через квалификационный отбор Уимблдонского турнира она впервые попадает на основной турнир серии Большого шлема. Также она попала и на следующий Большой шлем — Открытый чемпионат США, где в прошла стадию первого раунда, обыграв Кейси Деллакква. В сентябре Айла выходит в четвертьфинал турнира в Квебеке и впервые входит в Топ-100 мирового рейтинга.

### 2014—2017 (Дебютный финал WTA и травма плеча)

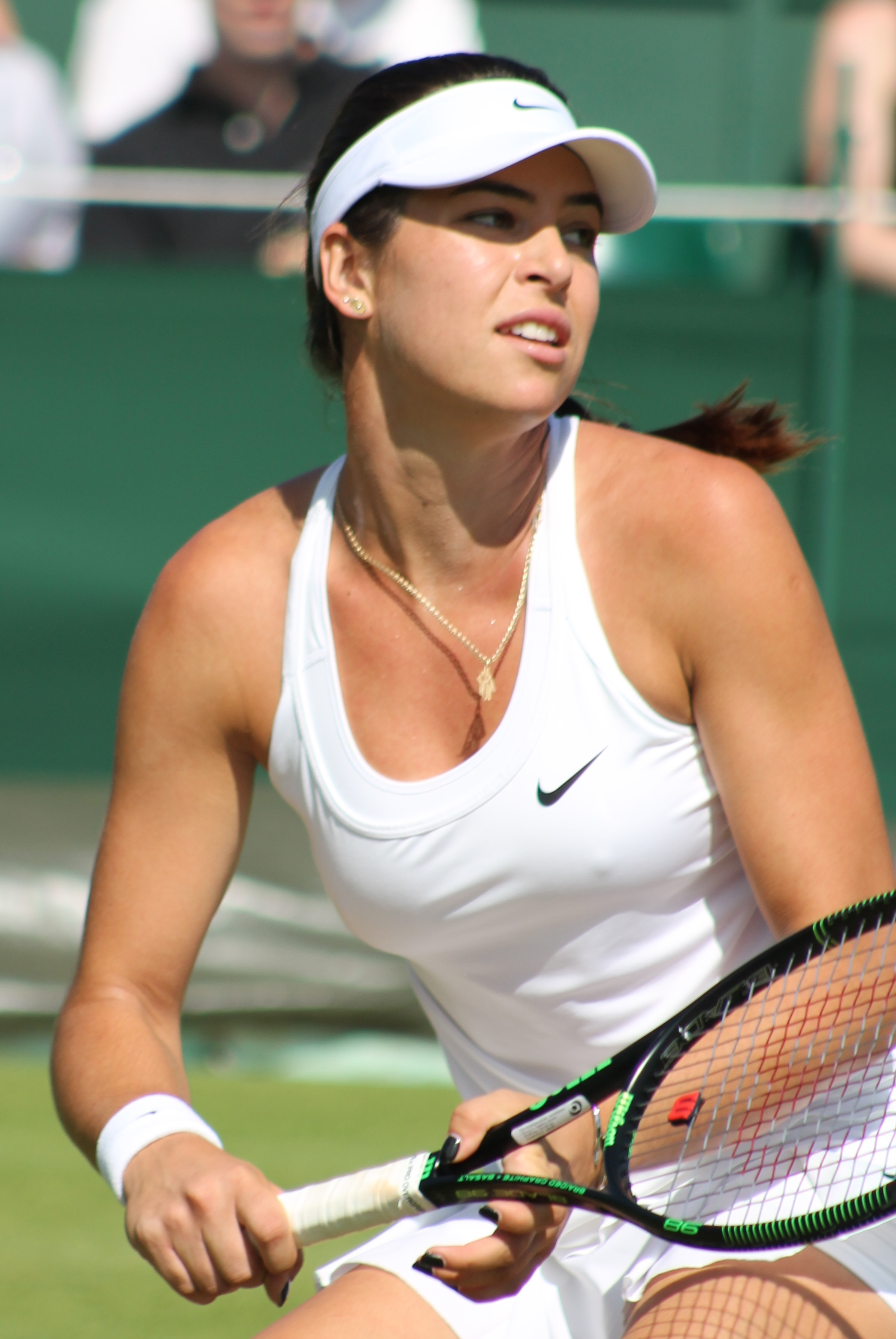
Томлянович на Уимблдонском турнире 2015 года

В январе 2014 года в дуэте с Ярмилой Гайдошовой Айла сумела выйти в четвертьфинал парного Открытого чемпионата Австралии. В конце феврале она выходит в четвертьфинал турнира в Акапулько. Весной она проходит в третий раунд на турнирах в Майами и Чарлстоне. На Открытом чемпионате Франции Томлянович смогла обыграть трёх сильных теннисисток: Франческу Скьявоне, Елену Веснину и третью в мире на тот момент Агнешку Радваньскую. Путь в четвертьфинал ей преградила испанка Карла Суарес Наварро. На Уимблдонском турнире и Открытом чемпионате США Айла проигрывает в первом раунде. В октябре она вышла в 1/4 финала турнира в Тяньцзине.
На Открытом чемпионате Австралии 2015 года Томлянович выбыла на стадии второго раунда. В феврале на хардовом турнире в Паттайе ей удается сыграть свой дебютный финал в основных соревнованиях ассоциации. В решающем матче за главный приз она встретилась с более опытной представительницей Словакии Даниэлой Гантуховой и уступила со счётом 6-3, 3-6, 4-6. После турнира она впервые входит в Топ-50 мирового рейтинга. Развить успешные выступления по ходу сезона ей не удалось. В мае в Страсбурге она впервые после финала в Паттайе выходит в четвертьфинал. На Открытом чемпионате Франции во втором раунде Томлянович проигрывает Анжелике Кербер, а на Уимблдонском турнире на той же стадии Агнешке Радваньской. В августе она выходит в четвертьфинал турнира в Станфорде и проигрывает в первом раунде Открытого чемпионата США. В сентябре она смогла достичь полуфинала на турнире в Токио. Сезон она завершает на 66-й строчке в одиночной классификации.
Начало 2016 года у Томлянович полностью не задалось. В Австралийской части сезона она проиграла два своих одиночных матча, включая поражение на старте Австралийского чемпионата. После этого она не выходит на корт из-за травмы плеча. В марте она сделала операцию и вернулась к профессиональным выступлениям уже на следующий год. Весь 2017 год Томлянович восстанавливалась от последствий травмы и набирала форму. К концу года она смогла приблизиться к первой сотни в рейтинге.

### 2018—2021 (топ-40 и 1/4 финала на Уимблдоне)
В конце января 2018 года Томлянвич смогла вернуть себе место в топ-100. В мае она дошла до финала турнира в Рабате (Марокко), где уступила бельгийке Элизе Мертенс. В июне, начав с квалификации, она доиграла до четвертьфинала турнира на Мальорке, а в начале августа на турнире в Сан-Хосе. В сентябре Томлянович смогла выйти в ещё один финал на турнире в Сеуле (Южная Корея), но вновь проиграла — на этот раз Кики Бертенс из Нидерландов. К концу сезона она смогла войти в топ-50.
В феврале сезона 2019 Томлянович пробилась в свой четвёртый финал в Туре на турнире в Хуахине (Таиланд), где в очередной раз проиграла — на этот раз украинке Даяне Ястремской. После выступления на престижном турнире в Майами (третий раунд), 1 апреля Айла достигла 39-й позиции в одиночном рейтинге. В апреле она дошла до третьего раунда турнире WTA в Чарлстоне. В начале мая на турнире в Рабате Томлянович дошла до полуфинала, в котором проиграла теннисистке из Великобритании Йоханне Конте в двух сетах. На Уимблдоне и Открытом чемпионате США она доигрывала до второго раунда. Лучшим результатом осени для неё стал выход в полуфинал турнира в Чжэнчжоу. В концовке сезона Томлянович впервые выступила в Кубке Федерации за сборную Австралии и сразу в финале против француженок. Она проиграла стартовый матч Кристине Младенович, а позже смогла одолеть Полин Пармантье, однако этого оказалось недостаточно и Австралия уступила Франции с общим счётом 2-3.
Неполный сезон 2020 года Томлянович провела не лучшим образом и за 12 турниров не смогла ни разу доиграть дальше второго раунда. Первая половина сезона 2021 года прошла также неубедительно. Затем в июле на Уимблдонском турнире она смогла выйти в первый четвертьфинал Большого шлема в карьере, где проиграла чемпионке того турнира Эшли Барти. На первой в карьере Олимпиаде, которая проходила в Токио, Томлянович проиграла на стадии второго раунда. На Открытом чемпионате США она впервые доиграла до третьего раунда. Осенью лучше всего Томлянович сыграла на перенесенном с весны турнире в Индиан-Уэлсе, где смогла выйти в четвёртый раунд и выбить из сетки № 6 в мире Гарбинью Мугурусу.

## Итоговое место в рейтинге WTA по годам
| Год  | Одиночный рейтинг | Парный рейтинг |
| 2024 | 85                | 444            |
| 2023 | 549               |                |
| 2022 | 33                | 136            |
| 2021 | 45                | 141            |
| 2020 | 68                | 127            |
| 2019 | 51                | 159            |
| 2018 | 43                | 140            |
| 2017 | 151               | 370            |
| 2016 | 930               | 385            |
| 2015 | 66                | 92             |
| 2014 | 63                | 48             |
| 2013 | 78                | 299            |
| 2012 | 453               | 360            |
| 2011 | 145               | 275            |
| 2010 | 157               | 724            |
| 2009 | 353               | 380            |
| 2008 | 973               |                |

## Выступления на турнирах

### Финалы турнировWTAв одиночном разряде (5)

#### Поражения (5)
| Легенда:                    |
| --------------------------- |
| Турниры Большого шлема (0)  |
| Олимпиада (0)               |
| Итоговый турнир WTA (0)     |
| Premier 5 / WTA 1000 (0)    |
| Premier / WTA 500 (0)       |
| International / WTA 250 (0) |

| Титулы по покрытиям | Титулы по месту проведения матчей турнира |
| ------------------- | ----------------------------------------- |
| Хард (0)            | Зал (0)                                   |
| Грунт (0)           | Зал (0)                                   |
| Трава (0)           | Открытый воздух (0)                       |
| Ковёр (0)           | Открытый воздух (0)                       |

| №  | Дата             | Турнир                    | Покрытие | Соперница в финале | Счёт           |
| 1. | 15 февраля 2015  | Паттайя, Таиланд          | Хард     | Даниэла Гантухова  | 6-3 3-6 4-6    |
| 2. | 5 мая 2018       | Рабат, Марокко            | Грунт    | Элизе Мертенс      | 2-6 6-7(4)     |
| 3. | 23 сентября 2018 | Сеул, Южная Корея         | Хард     | Кики Бертенс       | 6-7(2) 6-4 2-6 |
| 4. | 3 февраля 2019   | Хуахин, Таиланд           | Хард     | Даяна Ястремская   | 2-6 6-2 6-7(3) |
| 5. | 23 июня 2024     | Бирмингем, Великобритания | Трава    | Юлия Путинцева     | 1-6 6-7(8)     |

### Финалы турнировWTA 125иITFв одиночном разряде (17)

#### Победы (6)
| Легенда:                    |
| --------------------------- |
| WTA 125 (2)*                |
| 100.000 USD (0)             |
| 80.000 (75.000)** USD (0+1) |
| 60.000 (50.000)** USD (1+1) |
| 25.000 USD (3+1)            |
| 15.000 (10.000)** USD (0)   |

** призовой фонд до 2017 года
| Титулы по покрытиям | Титулы по месту проведения матчей турнира |
| ------------------- | ----------------------------------------- |
| Хард (2+2)*         | Зал (0)                                   |
| Грунт (4+1)         | Зал (0)                                   |
| Трава (0)           | Открытый воздух (6+3)                     |
| Ковёр (0)           | Открытый воздух (6+3)                     |

* количество побед в одиночном разряде + количество побед в парном разряде.
| №  | Дата           | Турнир                  | Покрытие | Соперница в финале      | Счёт        |
| 1. | 17 января 2010 | Плантейшн, США          | Грунт    | Юханна Ларссон          | 6-3 6-3     |
| 2. | 13 марта 2011  | Клирвотер, США          | Хард     | Сесиль Каратанчева      | 7-6(3) 6-3  |
| 3. | 29 мая 2011    | Градо, Италия           | Грунт    | Александра Каданцу      | 6-2 6-4     |
| 4. | 21 апреля 2013 | Дотан, США              | Грунт    | Чжан Шуай               | 2-6 6-4 6-3 |
| 5. | 26 ноября 2023 | Флорианополис, Бразилия | Грунт    | Мартина Капурро Таборда | 6-1 7-5     |
| 6. | 6 октября 2024 | Гонконг                 | Хард     | Клара Таусон            | 4-6 6-4 6-4 |

#### Поражения (11)
| №   | Дата            | Турнир          | Покрытие   | Соперница в финале | Счёт           |
| 1.  | 29 ноября 2009  | Пуэбла, Мексика | Хард       | Наоми Броуди       | 6-7(4) 3-6     |
| 2.  | 4 апреля 2010   | Пелем, США      | Грунт      | Эдина Галловиц     | 2-6 0-6        |
| 3.  | 16 мая 2010     | Прага, Чехия    | Грунт      | Луция Градецкая    | 1-6 6-7(4)     |
| 4.  | 10 апреля 2011  | Джексон, США    | Грунт      | Марина Эракович    | 1-6 2-6        |
| 5.  | 13 января 2013  | Иннисбрук, США  | Грунт      | Тадея Маерич       | 2-6 3-6        |
| 6.  | 10 февраля 2013 | Мидленд, США    | Хард (зал) | Лорен Дэвис        | 3-6 6-2 6-7(2) |
| 7.  | 13 октября 2013 | Мейкон, США     | Хард       | Анна Татишвили     | 2-6 6-1 5-7    |
| 8.  | 22 декабря 2013 | Мерида, Мексика | Хард       | Элли Кик           | 6-3 5-7 0-6    |
| 9.  | 30 июля 2017    | Сакраменто, США | Хард       | Аманда Анисимова   | Без игры       |
| 10. | 12 ноября 2017  | Уэйко, США      | Хард       | Тейлор Таунсенд    | 3-6 6-2 2-6    |
| 11. | 16 декабря 2017 | Дубай, ОАЭ      | Хард       | Белинда Бенчич     | 4-6 — отказ    |

### Финалы турнировWTA 125иITFв парном разряде (4)

#### Победы (3)
| №  | Дата            | Турнир              | Покрытие | Партнёрша       | Соперницы в финале                    | Счёт              |
| 1. | 10 мая 2009     | Загреб, Хорватия    | Грунт    | Петра Мартич    | Ксения Милевская Анастасия Пивоварова | 6-3 6-7(4) [10-5] |
| 2. | 30 октября 2011 | Баямон, Пуэрто-Рико | Хард     | Шанель Симмондс | Виктория Дюваль Александра Кик        | 6-3 6-1           |
| 3. | 13 ноября 2011  | Финикс, США         | Хард     | Джейми Хэмптон  | Мария Санчес Ясмин Шнак               | 3-6 6-3 [10-6]    |

#### Поражение (1)
| №  | Дата           | Турнир           | Покрытие | Партнёрша      | Соперницы в финале           | Счёт           |
| 1. | 9 октября 2011 | Канзас-сити, США | Хард     | Джейми Хэмптон | Мария Абрамович Ева Грдинова | 6-2 2-6 [4-10] |

### Финалы командных турниров (2)

#### Поражения (2)
| №  | Год  | Турнир                    | Команда                                        | Соперник в финале                                         | Счёт |
| 1. | 2019 | Кубок Федерации           | Австралия Э.Барти, С.Стосур, А.Томлянович      | Франция К.Гарсия, К.Младенович, П.Парментье               | 2-3  |
| 2. | 2022 | Кубок Билли Джин Кинг (2) | Австралия С. Сандерс, С. Стосур, А. Томлянович | Швейцария Б. Бенчич, С. Вальтерт, В. Голубич, Дж. Тайхман | 0-2  |